# Schweizer Zucker
Die Schweizer Zucker AG (SZU) mit Sitz in Frauenfeld ist der Schweizer Zuckerproduzent. Als einziges Unternehmen in der Schweiz verarbeitet sie Zuckerrüben und versorgt den Schweizer Markt mit Zucker und den anfallenden Futtermitteln. Schweizer Zucker gehört zu den 500 grössten Unternehmen in der Schweiz.

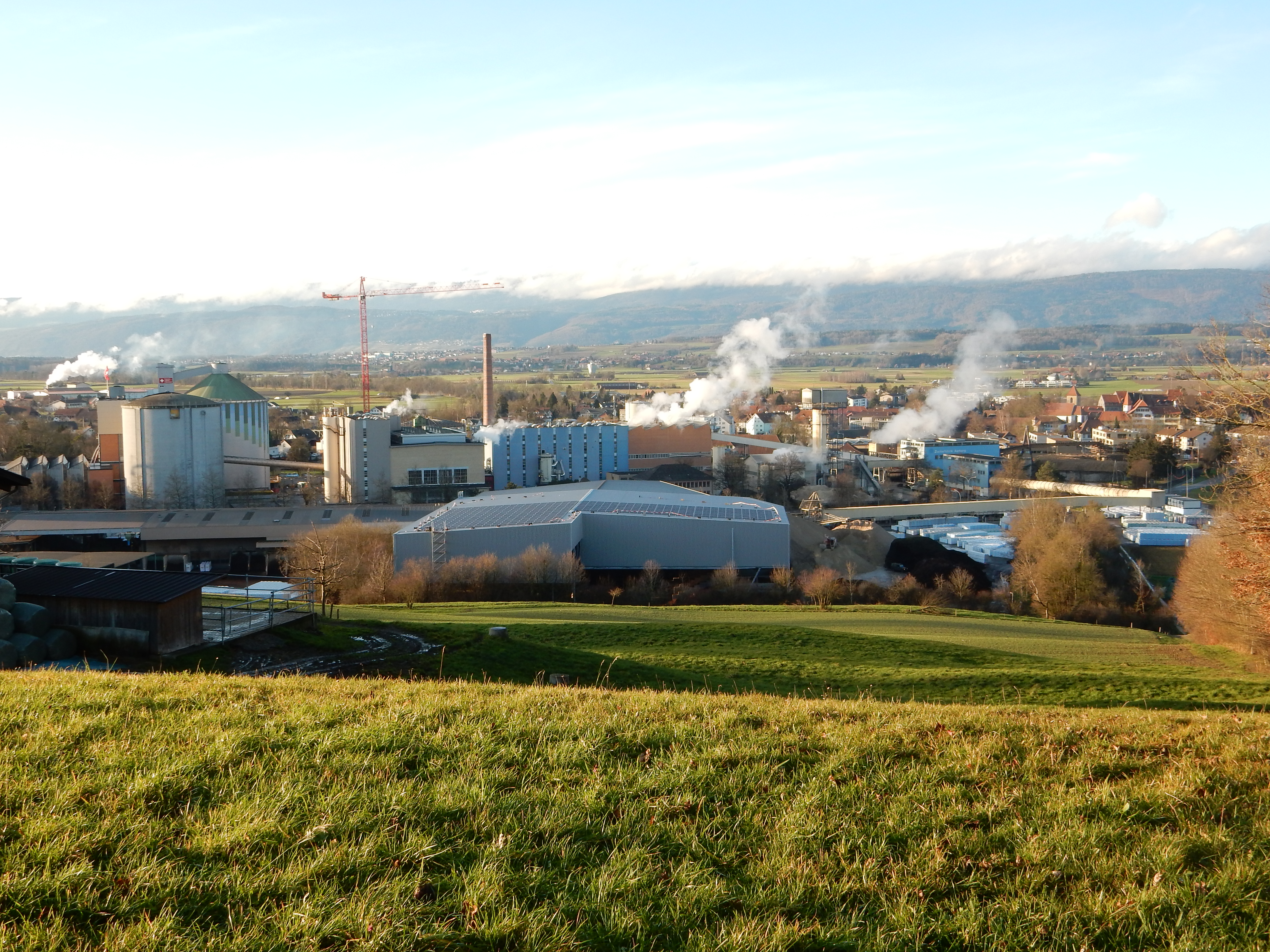
Zuckerfabrik in Aarberg

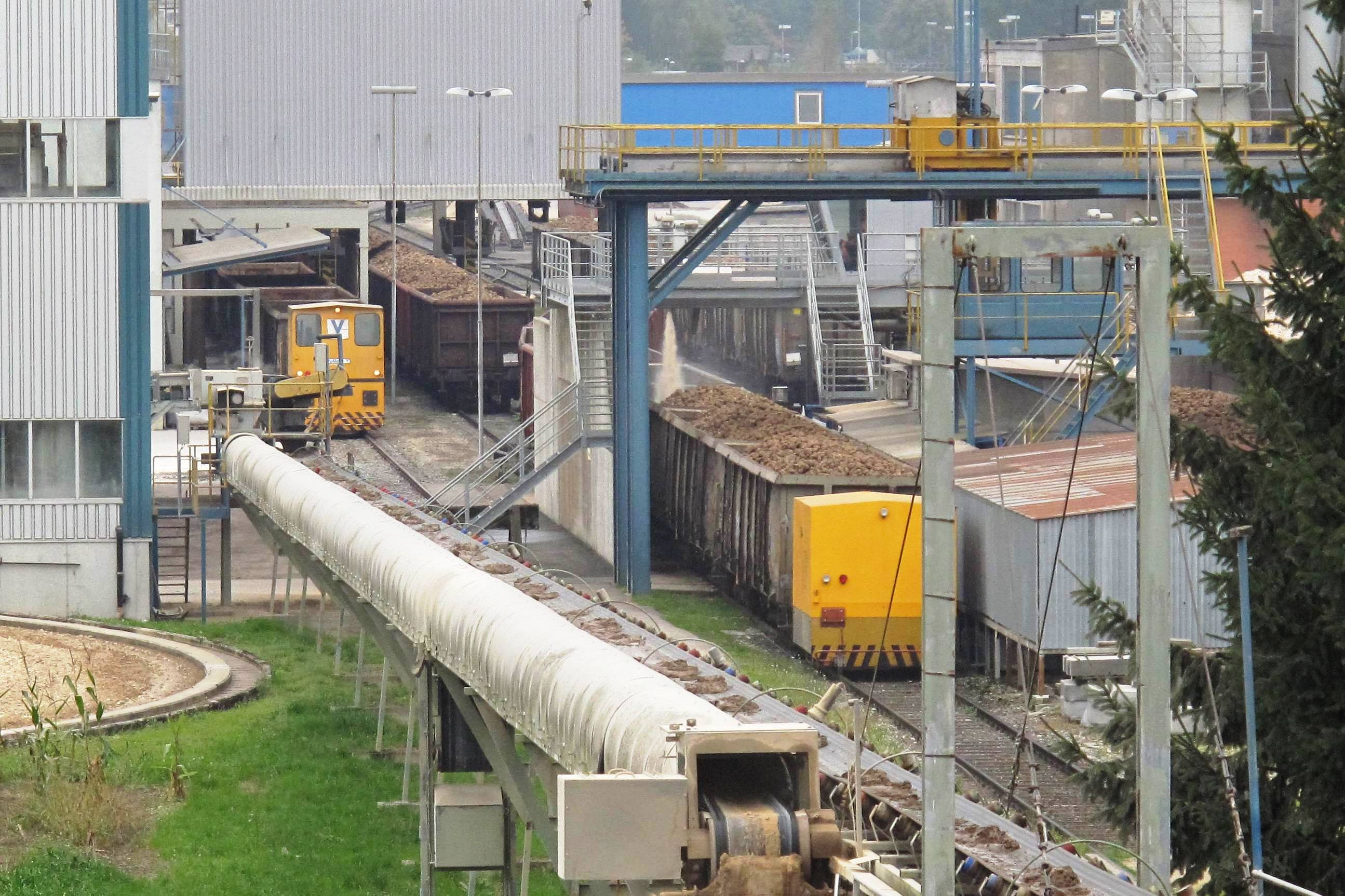
Nass-Entladung (und erste Reinigung) von Zuckerrüben aus Eisenbahnwaggons mittels eines starken Wasserstrahls in der Zuckerfabrik Frauenfeld (Oktober 2010)

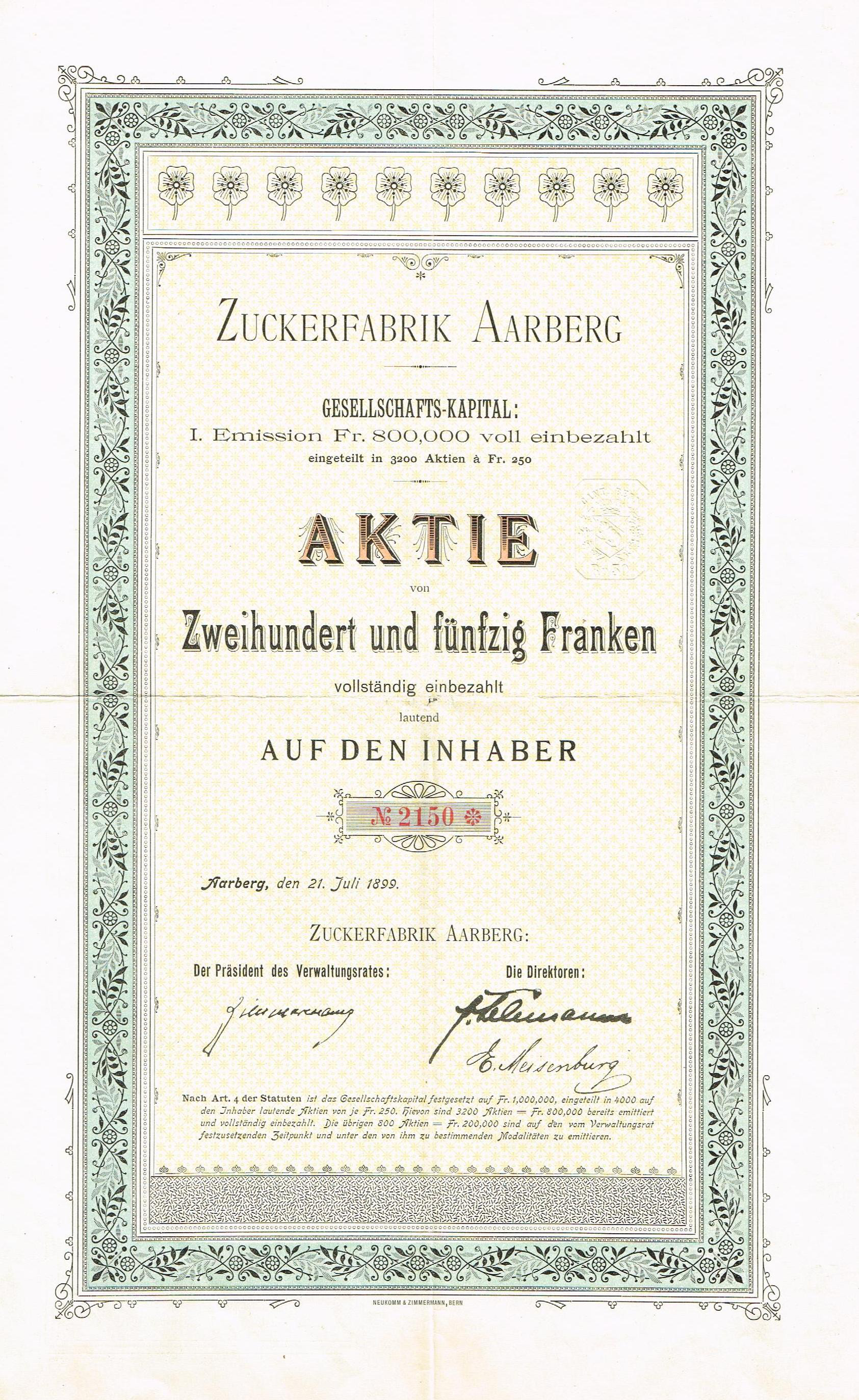
Aktie über 250 Franken der Zuckerfabrik Aarberg vom 21. Juli 1899, Gründeraktie

## Tätigkeitsgebiet
Die SZU verarbeitet in ihren beiden Werken in Frauenfeld und Aarberg durchschnittlich über 1,7 Millionen Tonnen Zuckerrüben pro Jahr. Daraus produziert sie jährlich zwischen 250'000 und 300'000 Tonnen Zucker, welcher zu rund 85 Prozent von der schweizerischen Lebensmittelindustrie (Getränke-, Biskuit- und Schokoladenindustrie) verarbeitet wird. Die übrigen 15 Prozent werden über den Detailhandel abgesetzt.
Die Rüben werden dabei in der so genannten «Kampagne» jeweils von Ende September bis Ende Dezember zu Kristallzucker und Dicksaft verarbeitet. Der eingelagerte Dicksaft wird im Frühjahr ebenfalls kristallisiert. Weiterverarbeitung und Verpackung für den Detailhandel und die Industrie erfolgen während des ganzen Jahres.
Nebst Kristallzucker, Gelierzucker, Biozucker und Dicksaft produziert das Unternehmen auch Press- und Trockenschnitzel sowie Melasse. Diese werden in der Landwirtschaft als Futtermittel verwendet. Seit Juni 2022 wird auch Ethanol produziert (siehe dazu auch: Schweizer Ethanolimport).
Sowohl frische Zuckerrüben als auch Zuckersirup und Zucker werden von der SZU auch importiert, wobei der Import von Zuckerrüben seit 2015 stark zugenommen hat. Gleichzeitig sind in der Schweiz die Subventionen für den Zuckerrübenanbau stark gestiegen. In den letzten Jahren wurden rund 30 Prozent des Zuckers importiert.
Die aus der beim Waschen der Rüben anfallende Erde und weitere Restprodukte aus der Land- und Forstwirtschaft werden bei der Tochtergesellschaft Ricoter Erdaufbereitung AG zur Herstellung von Recycling-Produkten verwendet. Mit der Tochtergesellschaft Landwirtschaft AG betreibt die SZU zudem auch sechs Landwirtschaftsbetriebe.
In der SZU kann aus Zuckerrüben Pektin gewonnen werden.

## Geschichte
Das Unternehmen hat seinen Ursprung in der im Oktober 1899 in Betrieb genommenen Zuckerfabrik Aarberg. Diese wurde im Januar 1912 durch einen Brand vollständig zerstört. Unter der Federführung der Berner Kantonalbank wurde im November 1912 ein Nachfolgeunternehmen gegründet, die Zuckerfabrik und Raffinerie Aarberg AG (ZRA), welche im Oktober 1913 ihre Produktion aufnahm. Diese wurde während des Zweiten Weltkriegs schrittweise ausgebaut. Nach verschiedenen Anläufen zum Bau einer zweiten Zuckerfabrik nahm 1963 die bereits 1957 gegründete Zuckerfabrik Frauenfeld AG ihren Betrieb auf. In dieser Zeit war Hans Stähli sowohl Verwaltungsratspräsident der Zuckerfabrik und Raffinerie Aarberg als auch der Zuckerfabrik Frauenfeld.
Der ZRA wurde 1964 die Deponierung von Rübenschlamm durch den Berner Regierungsrat verboten, da dadurch das Grundwasser verunreinigt wurde. Die ZRA musste ihr Abwasser nun in die Alte Aare einleiten, was sich jedoch verheerend auswirkte. Innert weniger Stunden kam es zu einer Verunreinigung der Trinkwasserfassungen von Biel und Lyss sowie einem grossen Fischsterben.
1964 bis 1967 war Walter Steiner Verwaltungsratspräsident der Zuckerfabrik Frauenfeld, 1968 bis 1984 Walter Ballmoos.
Die beiden vorher rechtlich selbstständigen Unternehmen wurden 1997 zur Zuckerfabriken Aarberg und Frauenfeld AG (ZAF) fusioniert. 2014 wurde das Unternehmen in Schweizer Zucker AG (SZU) umbenannt. Das Aktionariat ist heute breit zwischen Kantonen, Gemeinden, Rübenpflanzern und weiteren Investoren gestreut. Die Aktien der Schweizer Zucker AG werden über verschiedene Banken ausserbörslich gehandelt. Zur Auslastung der beiden Fabriken wurde 2015 mit dem Import von konventionellen Zuckerrüben begonnen, bis dahin wurden ausschliesslich biologisch angebaute Zuckerrüben importiert. Seit 2020 ist die Schweizer Zucker AG Mitglied bei der IG Bio. Zur Realisierung eines Holzheizkraftwerks in Frauenfeld gründete Schweizer Zucker, zusammen mit Energie 360 Grad, die Bioenergie Frauenfeld AG. Der Spatenstich für den Bau erfolgte im Februar 2021. Im Juni 2022 wurde das Werk, welches neben Wärme und Strom auch Pflanzenkohle produziert, offiziell eröffnet. Auch in Aarberg ist ein Holzheizkraftwerk in Betrieb. Rund die Hälfte der Prozesswärme wird jedoch weiterhin aus Heizöl oder Erdgas gewonnen.

Zuckerfabrik Aarberg (1949)
Aarberg mit Zuckerfabrik (1949)
Zuckerfabrik Frauenfeld (1968)
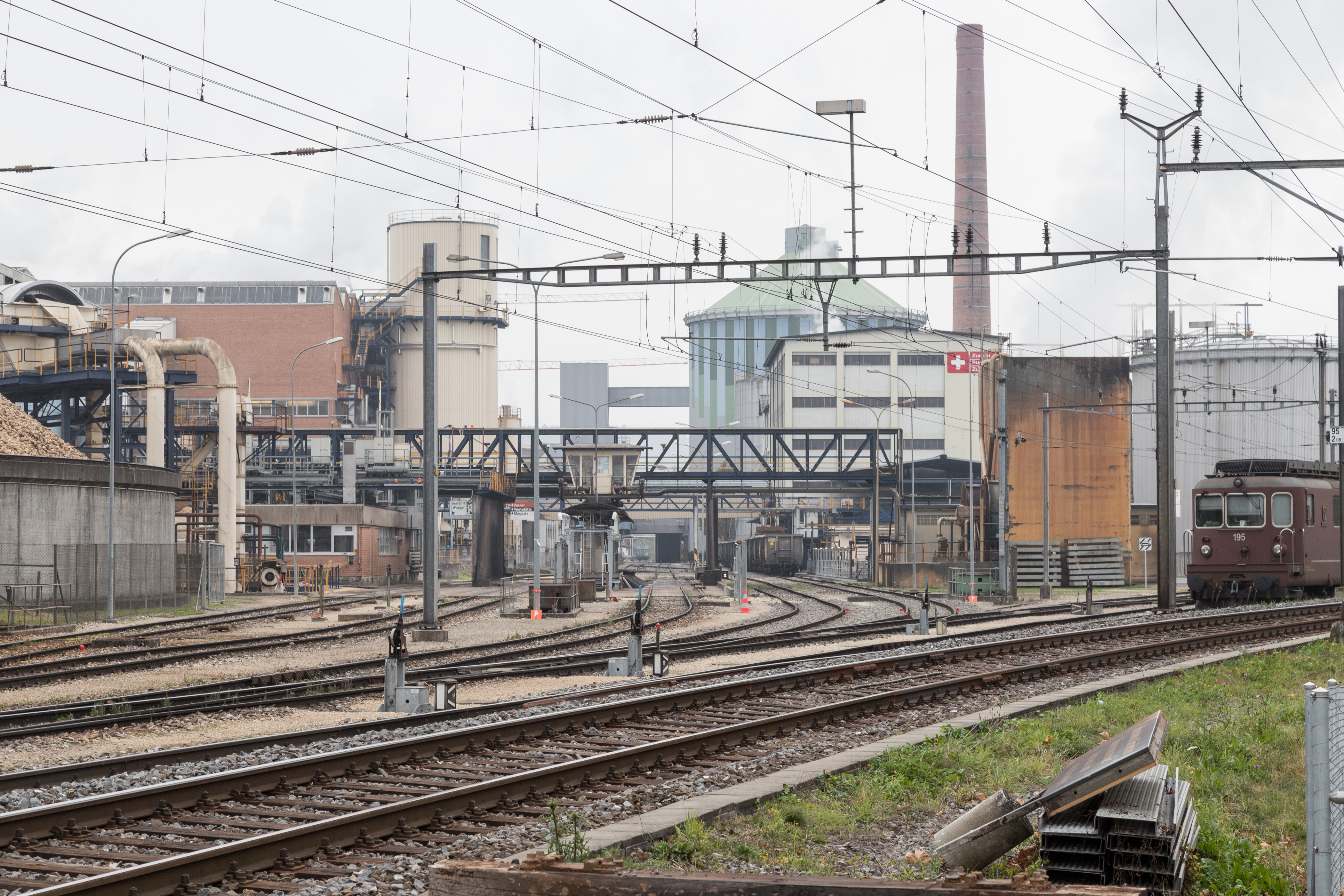
Zuckerfabrik Aarberg mit Gleisfeld (2018)
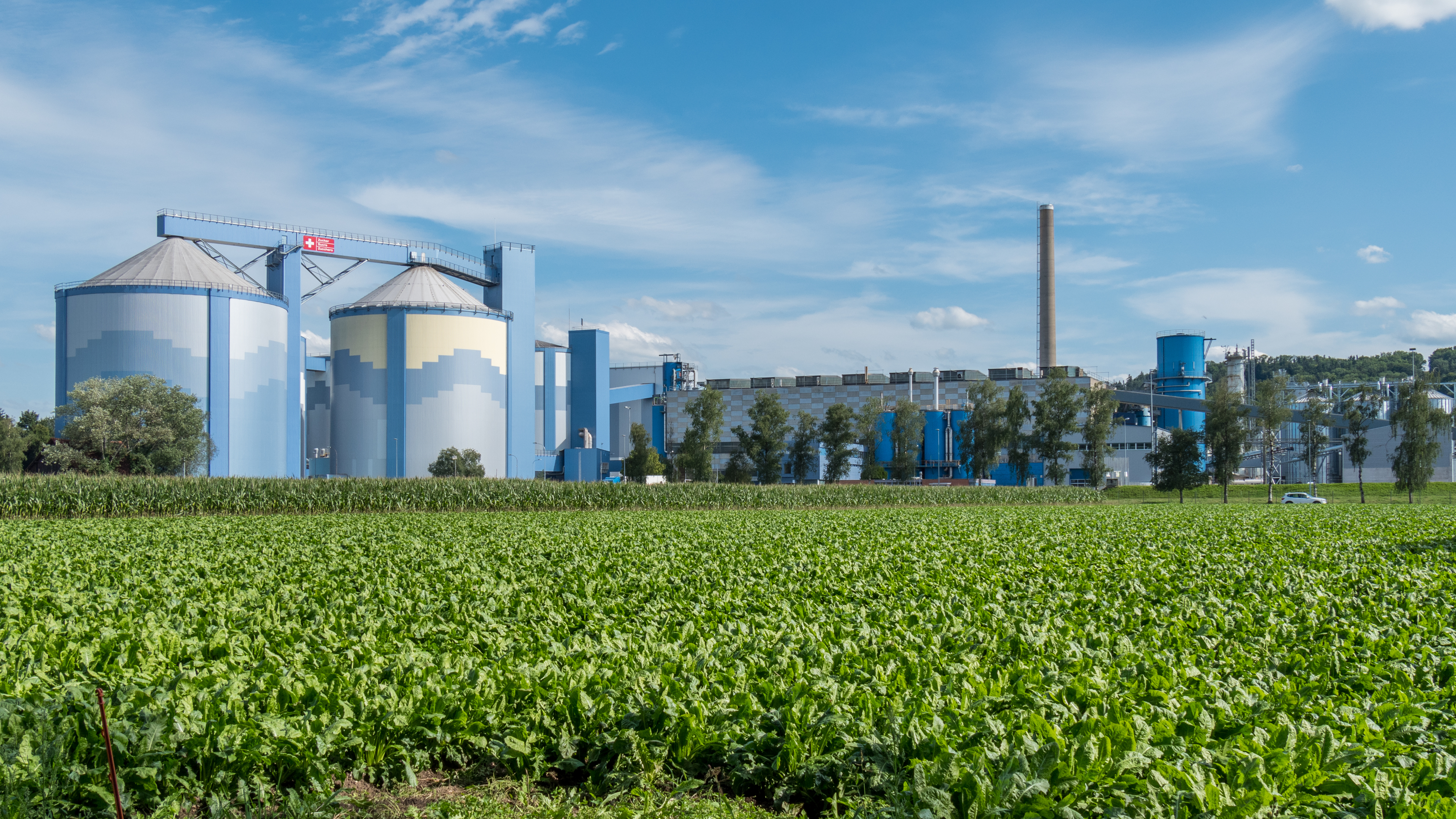
Zuckerfabrik Frauenfeld (2019)

## Standorte
Die Schweizer Zucker AG hat zwei Standorte. Die beiden Werke befinden sich in Aarberg im Kanton Bern und Frauenfeld im Kanton Thurgau.
Zumindest vom Kanton Thurgau ist bekannt, dass er einen Förderbeitrag pro transportierter Tonne auszahlt, wenn die Zuckerrüben mit der Bahn transportiert werden. Im Dezember 2024 hat das Thurgauer Kantonsparlament den Kantonsbeitrag  für den Rüben-Bahnverlad gestrichen.
In der Schweiz werden Zuckerrüben auf knapp 20'000 Hektaren angebaut. Dabei werden rund 10 Prozent nach den Richtlinien von IP-Suisse und 1 Prozent nach den Richtlinien von Bio Suisse angebaut. Verarbeitet werden aber nicht nur Zuckerrüben aus der Schweiz. Gemäss den Swissness-Regeln vom 1. Januar 2017 müssen jedoch mindestens 80 % der enthaltenen Rohstoffe aus dem Inland stammen, damit der Zucker noch mit der Herkunft Schweiz beworben werden darf. Inzwischen wurde dieser Wert auf 40 % gesenkt. Importiert werden die Zuckerrüben vorwiegend aus Deutschland. 2022 wurden insgesamt 361'000 Tonnen Zuckerrüben importiert.
2018 hat das Werk Aarberg fast 20 Tonnen Ammoniak (NH3) emittiert. Das Werk Frauenfeld emittierte im gleichen Zeitraum fast 60 Tonnen Ammoniak.